# Kim Wraae
Kim Wraae Knudsen (født 19. september 1977 i København) er en dansk kajakroer, der har deltaget ved OL 2008 i Beijing, hvor han vandt sølv i toerkajak sammen med René Holten Poulsen. Han er udtaget til OL 2012 i London, hvor han er udpeget til at være den danske fanebærer.
Wraae begyndte at ro som femtenårig og kom første gang på landsholdet tre år senere, i 1996. Han ror for Amager Ro- og Kajakklub. Hans bedste internationale resultat er EM-guld 2008 samt sølvmedaljen ved OL samme år fra 2008, begge dele i toerkajak sammen med René Holten Poulsen på 1000 m distancen. Ved samme OL blev parret nummer fem på 500 m distancen. OL-sølvmedaljen kom i hus efter en andenplads i det indledende heat efter et tysk par, hvilket gav direkte kvalifikation til finalen, hvor de dog klart blev slået relativt klart af tyskerne igen. På 500 m blev parret nummer fire i det indledende heat, hvilket betød, at de måtte igennem semifinalen, hvor de med en tredjeplads akkurat kom i finalen. Her gik det bedre, idet de blev nummer fem blandt de ni både med blot lidt over et halvt sekund op til bronzepladsen.
Ved OL 2012 deltog han i i firerkajak på 1000 m sammen med René Holten Poulsen, Emil Stær og Kasper Bleibach. Efter en 3. plads i indledende heat og 6. plads i semifinalen blev de nr. 5 i finalen. Han roede også toerkajak på 1000 m sammen med Emil Stær. Efter en 4. plads i semifinalen roede de B-finale, som de vandt. Dermed blev desamlet nr. 9. 
Kvalifikationen til OL kom i hus, da firerkajakken nåede i finalen ved VM i 2011. OL-billetten blev udstedt af DIF efter indstilling fra forbundet. Som optakt til OL vandt firerkajakken EM i Kroatien.